# Bosque Municipal de Pinhais
O Bosque Municipal de Pinhais está localizado na cidade de Pinhais, município da Região Metropolitana de Curitiba, Estado do Paraná.
Inaugurado em 17 de setembro de 2010, o espaço cumpre a função de proporcionar lazer e entretenimento para a população local e bairros periféricos da região leste de Curitiba.
O bosque possui 21.310,54 m2 e conta com rampas de acesso, praça de alimentação, escadarias, pista para passeio, parque infantil, academia ao ar livre para a terceira idade, sala ambiente, praça rosa dos ventos, mirante, espelho d’água e estacionamento. 